# Bilhom
Bilhom (en francès Billom) és un municipi francès situat al departament del Puèi Domat i a la regió d'Alvèrnia-Roine-Alps. L'any 2007 tenia 4.619 habitants.

## Demografia

### Població
El 2007 la població de fet de Billom era de 4.619 persones. Hi havia 1.843 famílies de les quals 659 eren unipersonals (280 homes vivint sols i 379 dones vivint soles), 469 parelles sense fills, 533 parelles amb fills i 182 famílies monoparentals amb fills.
La població ha evolucionat segons el següent gràfic:
Habitants censats

### Habitatges
El 2007 hi havia 2.139 habitatges, 1.870 eren l'habitatge principal de la família, 75 eren segones residències i 193 estaven desocupats. 1.489 eren cases i 635 eren apartaments. Dels 1.870 habitatges principals, 1.064 estaven ocupats pels seus propietaris, 747 estaven llogats i ocupats pels llogaters i 59 estaven cedits a títol gratuït; 31 tenien una cambra, 210 en tenien dues, 365 en tenien tres, 532 en tenien quatre i 732 en tenien cinc o més. 1.089 habitatges disposaven pel capbaix d'una plaça de pàrquing. A 856 habitatges hi havia un automòbil i a 683 n'hi havia dos o més.

### Piràmide de població
La piràmide de població per edats i sexe el 2009 era:
| Homes | Edats   | Dones |
| ----- | ------- | ----- |
| 0     | 95 o +  | 32    |
| 16    | 90 a 94 | 36    |
| 16    | 85 a 89 | 124   |
| 20    | 80 a 84 | 68    |
| 104   | 75 a 79 | 116   |
| 80    | 70 a 74 | 116   |
| 108   | 65 a 69 | 100   |
| 76    | 60 a 64 | 96    |
| 64    | 55 a 59 | 80    |
| 136   | 50 a 54 | 108   |
| 148   | 45 a 49 | 156   |
| 184   | 40 a 44 | 180   |
| 140   | 35 a 39 | 144   |
| 180   | 30 a 34 | 188   |
| 148   | 25 a 29 | 124   |
| 96    | 20 a 24 | 100   |
| 168   | 15 a 19 | 92    |
| 148   | 10 a 14 | 124   |
| 148   | 5 a 9   | 68    |
| 92    | 0 a 4   | 120   |

## Economia
El 2007 la població en edat de treballar era de 2.846 persones, 2.084 eren actives i 762 eren inactives. De les 2.084 persones actives 1.833 estaven ocupades (951 homes i 882 dones) i 251 estaven aturades (116 homes i 135 dones). De les 762 persones inactives 249 estaven jubilades, 250 estaven estudiant i 263 estaven classificades com a «altres inactius».

### Ingressos
El 2009 a Billom hi havia 1.946 unitats fiscals que integraven 4.457 persones, la mediana anual d'ingressos fiscals per persona era de 17.491 €.

### Activitats econòmiques
Dels 278 establiments que hi havia el 2007, 1 era d'una empresa extractiva, 10 d'empreses alimentàries, 15 d'empreses de fabricació d'altres productes industrials, 30 d'empreses de construcció, 78 d'empreses de comerç i reparació d'automòbils, 8 d'empreses de transport, 19 d'empreses d'hostatgeria i restauració, 2 d'empreses d'informació i comunicació, 13 d'empreses financeres, 11 d'empreses immobiliàries, 22 d'empreses de serveis, 43 d'entitats de l'administració pública i 26 d'empreses classificades com a «altres activitats de serveis».
Dels 72 establiments de servei als particulars que hi havia el 2009, 1 era una oficina d'administració d'Hisenda pública, 1 gendarmeria, 1 oficina de correu, 5 oficines bancàries, 1 funerària, 8 tallers de reparació d'automòbils i de material agrícola, 1 taller d'inspecció tècnica de vehicles, 2 autoescoles, 7 paletes, 5 guixaires pintors, 3 fusteries, 6 lampisteries, 3 electricistes, 8 perruqueries, 1 veterinari, 9 restaurants, 6 agències immobiliàries, 1 tintoreria i 3 salons de bellesa.
Dels 39 establiments comercials que hi havia el 2009, 2 eren supermercats, 1 una botiga de més de 120 m², 2 botiges de menys de 120 m², 7 fleques, 3 carnisseries, 2 llibreries, 9 botigues de roba, 2 sabateries, 3 botigues d'electrodomèstics, 1 una botiga de material esportiu, 2 drogueries, 1 una perfumeria, 1 una joieria i 3 floristeries.
L'any 2000 a Billom hi havia 21 explotacions agrícoles que ocupaven un total de 744 hectàrees.

## Equipaments sanitaris i escolars
El 2009 hi havia 1 hospital de tractaments de curta durada, 1 hospital de tractaments de mitja durada (seguiment i rehabilitació), 1 un hospital de tractaments de llarga durada, 2 farmàcies i 2 ambulàncies.
El 2009 hi havia 1 escola maternal i 2 escoles elementals. Billom disposava de 2 col·legis d'educació secundària amb 834 alumnes.

## Poblacions més properes
El següent diagrama mostra les poblacions més properes.